# DHL最快圈速獎
DHL最快圈速獎（英語：DHL Fastest Lap Award）授予在一級方程式賽車單一賽季中，寫下最多次最快圈速的車手。此項獎項以頒發獎盃的方式，表揚擁有最多次最快單圈的車手。據伯尼·埃克萊斯頓表示，這項獎項「表彰了一級方程式相當重要的事：速度及組織。」
這項獎由DHL贊助，並做為他們在這項運動擔任物流合作商的一部份。時任DHL的肯·艾倫（Ken Allen）解釋為何DHL要贊助該獎項，「最快圈速在一場比賽中始終是一項挑戰。這是綜合了速度、精確性和團隊合作才有的結果。贏得了DHL最快圈速獎更能為這幾點增加連續性與可靠性。而這些也都能在DHL的快遞業務中找尋到。」

## 決勝局
在出現平手的情況下，將會計算第二快圈速、第三快圈速數量，一直至贏家出現為止。

## 歷史
這項獎項共出現過四次決勝局；2007年的奇米·雷克南與費利佩·馬薩、2009年的賽巴斯蒂安·維泰爾和馬克·韋伯、2010年的費爾南多·阿隆索和劉易斯·漢米爾頓以及2021年的劉易斯·漢米爾頓和馬克斯·維斯塔潘，最終皆由第二快圈數最多的車手獲得該獎項。
獎項頒布的前幾個賽季中，有兩個不同於其他難分軒輊的賽季：奇米·雷克南在2008年有著十次最快圈速，而第二名的馬薩僅有三次，另外，維泰爾於2012年有著六次最快圈速，在他之後的是皆僅有兩次的尼可·羅斯堡、詹森·巴頓和奇米·雷克南。值得注意的是，2012年共有11名車手取得最快圈速紀錄。
2009年度的DHL最快圈速獎競爭激烈，賽巴斯蒂安·維泰爾在賽季最後一站的倒數第二圈，才寫下了使他獲獎的最快圈速紀錄。
馬克·韋伯在2011年賽季的倒數第二站－阿布扎比大獎賽，寫下了無懈可擊的最快圈速數後，贏得了該季的DHL最快圈速獎。而他在閉幕站巴西大獎賽又再度取下最快圈速，以七次的紀錄打敗了擁有三次的劉易斯·漢米爾頓、詹森·巴頓和世界冠軍維泰爾。
2013年，維泰爾比位居第二的2011年得主多出兩個最快圈速紀錄。新科得主在2014年誕生，路易斯·漢米爾頓擊敗隊友尼可·羅斯堡贏得本屆最快圈速獎，梅賽德斯也在七年後首度擊敗對手紅牛及法拉利。
從2014年至2021年，梅賽德斯連續8次將DHL最快圈速獎收入囊中。其中，劉易斯·漢米爾頓6次，尼可·羅斯堡1次，華特利·保達斯1次。值得一提的是，2018年獲獎者華特利·保達斯是自2011年以來第一位非當年世界车手冠军獲得者。

## 得主
| 年份   | 得主              | 車隊     | 賽車                              | 最快圈速 | 賽季成績 | 參考資料      |
| ------ | ----------------- | -------- | --------------------------------- | -------- | -------- | ------------- |
| 2007年 | 奇米·雷克南       | 法拉利   | 法拉利F2007                       | 6        | 冠軍     | [ 4 ]         |
| 2008年 | 奇米·雷克南       | 法拉利   | 法拉利F2008                       | 10       | 季軍     | [ 7 ]         |
| 2009年 | 賽巴斯蒂安·維泰爾 | 紅牛     | 紅牛RB5                           | 3        | 亞軍     | [ 5 ]         |
| 2010年 | 費爾南多·阿隆索   | 法拉利   | 法拉利F10                         | 5        | 亞軍     | [ 6 ]         |
| 2011年 | 馬克·韋伯         | 紅牛     | 紅牛RB7                           | 7        | 季軍     | [ 9 ]         |
| 2012年 | 賽巴斯蒂安·維泰爾 | 紅牛     | 紅牛RB8                           | 6        | 冠軍     | [ 8 ]         |
| 2013年 | 賽巴斯蒂安·維泰爾 | 紅牛     | 紅牛RB9                           | 7        | 冠軍     | [ 10 ]        |
| 2014年 | 路易斯·漢米爾頓   | 梅赛德斯 | 梅賽德斯F1 W05 Hybrid             | 7        | 冠軍     | [ 11 ]        |
| 2015年 | 路易斯·漢米爾頓   | 梅赛德斯 | 梅賽德斯F1 W06 Hybrid             | 8        | 冠軍     | [ 12 ]        |
| 2016年 | 尼科·罗斯伯格     | 梅赛德斯 | 梅賽德斯F1 W07 Hybrid             | 6        | 冠軍     | [ 13 ]        |
| 2017年 | 路易斯·漢米爾頓   | 梅赛德斯 | 梅赛德斯F1 W08 EQ Power+          | 7        | 冠軍     | [ 14 ]        |
| 2018年 | 維爾特利·鮑達斯   | 梅赛德斯 | 梅賽德斯AMG F1 W09 EQ Power+      | 7        | 第五名   | [ 15 ]        |
| 2019年 | 路易斯·漢米爾頓   | 梅赛德斯 | 梅赛德斯F1 W10 EQ Power+          | 6        | 冠軍     | [ 16 ]        |
| 2020年 | 路易斯·漢米爾頓   | 梅赛德斯 | 梅賽德斯-AMG F1 W11 E Performance | 6        | 冠軍     | [ 17 ]        |
| 2021年 | 路易斯·咸美頓     | 梅赛德斯 | 梅賽德斯-AMG F1 W12 E Performance | 6        | 亞軍     | [ 18 ]        |
| 2022年 | 马克斯·维斯塔潘   | 红牛     | 紅牛RB18                          | 5        | 冠军     | [ 19 ]        |
| 2023年 | 马克斯·维斯塔潘   | 红牛     | 红牛RB19                          | 9        | 冠军     | [ 20 ] [ 21 ] |
| 2024年 | 蘭多·諾里斯       | 麥拉倫   | 麥拉倫MCL38                       | 6        | 亞軍     | [ 22 ]        |